# Меркулов, Георгий Геннадьевич
Георгий Геннадьевич Меркулов (род. 10 октября 2000, Рязань) — российский хоккеист, нападающий.

## Биография
Уроженец Рязани, в возрасте 5-6 лет с родителями переехал в Москву, выпускник школы ЦСКА. В возрасте 16 лет получил серьезную травму колена и пропустил 9 месяцев. В сезонах 2017/18 — 2018/19 играл за команду МХЛ «Капитан» Ступино, фарм-клуб «Сочи». В начале сезона 2019/20 провёл шесть матчей за фарм-клуб из ВХЛ «Тамбов». В ноябре 2019 года уехал в Северную Америку и стал играть за клуб USHL «Янгстаун Фантомс». 13 мая 2021 года был обменян в «Амур». В 2021 году поступил в Университет Огайо, за команду которого стал играть в NCAA. 9 апреля 2022 года подписал трёхлетний контракт новичка с клубом НХЛ «Бостон Брюинз» и стал играть за фарм-клуб «Провиденс Брюинз» из AHL. 12 апреля 2023 года после своего первого полноценного сезона за команду, был включён в сборную новичков АХЛ. Был признан лучшим игроком декабря-2023 в АХЛ. 30 декабря 2023 года в матче против «Нью-Джерси Девилз» дебютировал в НХЛ.